# Franz Paul Findenigg

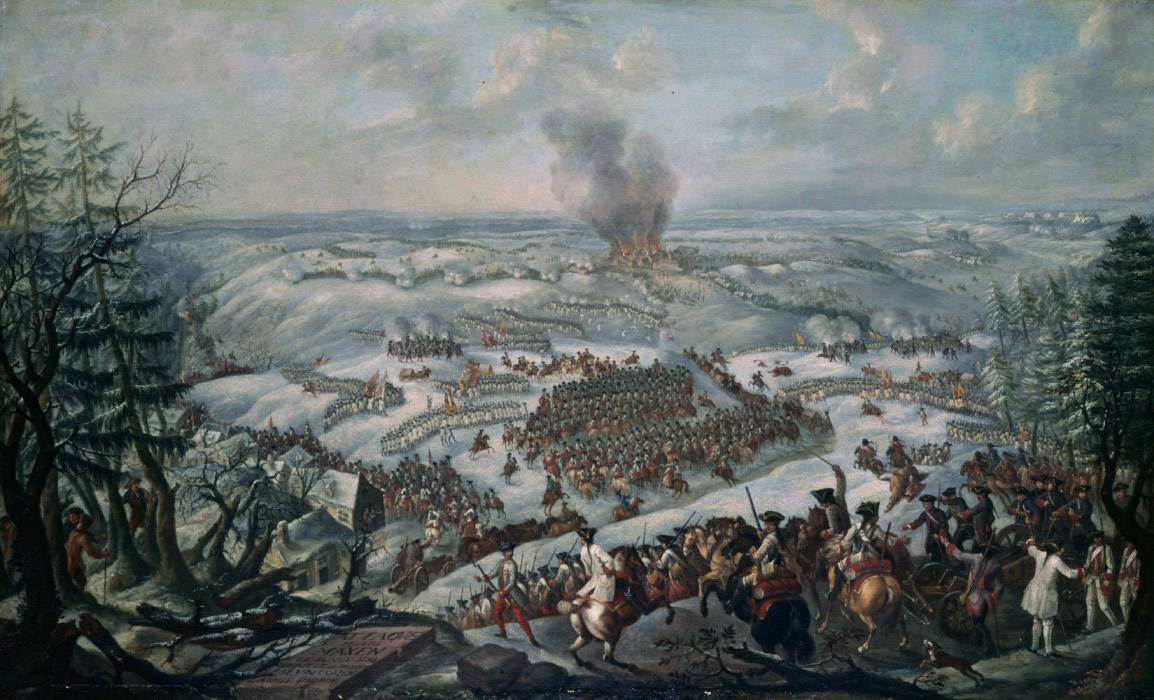
Die Schlacht bei Maxen.

Franz Paul Findenigg (* 1. Dezember 1726 in Spittal in Kärnten; † 18. Juli 1771 in Wien) war ein österreichischer Genre- und Schlachtenmaler.

## Leben und Werk
Findenigg ist erstmals im Jahr 1751 in Wien nachgewiesen, wo er am 7. Dezember in die Wiener Akademie der bildenden Künste aufgenommen wurde. Er arbeitete in einem Atelier in der Leopoldstadt und heiratete 1757. Für Kaiserin Maria Theresia fertigte Findenigg mehrere Schlachtengemälde aus der Zeit des Siebenjährigen Krieges an, welche sich heute im Heeresgeschichtlichen Museum in Wien befinden. Ein Charakteristikum der Schlachtenmalerei des Franz Paul Findenigg sind die verhältnismäßig großen Steintafeln, die er in den Vordergrund seiner Kompositionen stellt und auf denen in großen Lettern die Legende des jeweiligen Ereignisses bzw. der jeweiligen Schlacht, meist in französischer Sprache, festgehalten sind.

## Werke (Auszug)
- Sieg der Österreicher über die Preußen bei Teplitz am 2. August 1762. Öl auf Leinwand, um 1760, 60 × 105 cm, Heeresgeschichtliches Museum, Wien.
- Inbrandsetzung der befestigten Stadt Landau durch die Franzosen, 18. Mai 1743. Öl auf Leinwand, 70 × 112 cm, Heeresgeschichtliches Museum, Wien.
- Aufhebung der preußischen Belagerung von Olmütz am 2. Juli 1758. Öl auf Leinwand, 69 × 122 cm, Heeresgeschichtliches Museum, Wien.
- Die Schlacht bei Dingolfing, Erstürmung durch die Österreicher, 17. Mai 1743. Öl auf Leinwand, 69 × 113 cm, Heeresgeschichtliches Museum, Wien.
- Schlacht zwischen Österreichern und Preußen bei Maxen, 20. November 1759. Öl auf Leinwand, 95 × 130 cm, Heeresgeschichtliches Museum, Wien.